# Джакетти, Роберто
Роберто Джакетти (итал. Roberto Giachetti; род. 24 апреля 1961, Рим) — итальянский политик, член Демократической партии, заместитель председателя Палаты депутатов Италии (2013—2018).

## Биография
Родился 24 апреля 1961 года в Риме. Политическую карьеру начал в Радикальной партии (ещё до реорганизации её в Транснациональную), работал парламентским корреспондентом Radio Radicale, но был избран в совет одного из округов Рима по спискам «зелёных». С 1993 по 2001 год занимал в администрации мэра Рима Франческо Рутелли должности главы секретариата и главы кабинета. Принял активное участие в учреждении партии «Маргаритка» в 2001 году и возглавил римское городское отделение партии. В 2001 году впервые избран в Палату депутатов, в 2006 году переизбран по спискам коалиции «Оливковое дерево», в 2013 году — по спискам Демократической партии. 21 марта 2013 года избран заместителем председателя Палаты депутатов.
В течение своей политической карьеры большую известность Джакетти получил благодаря использованию такой формы протеста, как голодовка. Например, в 2002 году он вместе с Марко Паннелла держал сухую голодовку, добиваясь замещения двух вакантных мест судей Конституционного суда по квоте парламента. В 2004 году он объявил голодовку с требованием включения в законодательную программу Палаты депутатов законопроекта Франко Фраттини, регулировавшего проблему конфликта интересов, в 2007 — добиваясь назначения даты учредительной ассамблеи создаваемой Демократической партии. Впоследствии выдержал ещё две голодовки, длительностью 123 и 69 дней, добиваясь от парламента отмены избирательного закона Porcellum (иначе — закон Кальдероли). 15 января 2016 года объявил о намерении принять участие в праймериз для выдвижения Демократической партией его кандидатуры на предстоящих выборах мэра Рима.
6 марта 2016 года победил с результатом 64 % голосов на праймериз и стал официальным кандидатом левоцентристов на выборах мэра Рима.
19 июня 2016 года во втором туре выборов проиграл с результатом 32,85 % голосов кандидатке Движения пяти звёзд Вирджинии Раджи, заручившейся поддержкой 67,15 % избирателей.

## Личная жизнь
Роберто Джакетти называл себя большим другом Джорджии Мелони, вёл в YouTube видеорубрику Pillole da Montecitorio (Пилюли от Монтечиторио). Разведён, отец двоих детей — Джулии и Стефано. Страстный болельщик футбольного клуба «Рома». Любимый писатель — Элиас Канетти.